# Дворац Соколац
Дворац Соколац саграђен је крајем XIX века као зграда резиденцијалне намене. Споменик културе састоји се из дворца и економских објеката: управне зграде, штале изграђене на економији „Соколац” површине од 4000 јутара, која је била у саставу имања Велики салаш, чији је последњи власник била Емилија Ивановић, ћерка Лазара Дунђерског.
Основа је правоугаона, дужом осом постављена је у правцу североисток-југозапад. Подигнута је на равном терену, окружена пространим парком који је од економије одвојен оградом са декоративном капијом од кованог гвожђа. Дворац је грађен у стилу класицизма. На предњој страни је наткривени прилазни трем са рампом и кровом који се ослања на четири стуба. На задњој фасади је наткривена тераса на високом постаменту. Kровове трема и терасе прихватају округли и квадратни стубови са дорским капителим надвишени тимпаноном. Испод зграде се налази висок подрум који је засведен пруским сводовима а међуспратна конструкција изнад приземља је дрвена.
Од некадашњег раскошног ентеријера, преостало је нешто стилског намештаја, каљавих пећи по собама и декорација у виду тапета и штуко пластике на зидовима и плафону главног салона. У дворцу се налази и соба Ленке Дунђерски са њеним портретом кога је насликао Урош Предић.
У сутерену се налазила дворана за куглање, што је раритет у овим крајевима.

## Галерија
- Дворишни трем
- Салон
- Портет Ленке Дунђерски
- Соба Ленке Дунђерски
- Куглана